# 파올로 칸나바로
파올로 칸나바로(이탈리아어: Paolo Cannavaro, 1981년 6월 26일 ~ )는 이탈리아 전 축구 선수이다. 현재 FC 프로 베르첼리 1892 감독이며, 선수 시절 포지션은 형인 파비오 칸나바로와 마찬가지로 중앙 수비수이다.